# HD 100655
Formosa eller HD 100655 är en ensam stjärna belägen i den norra delen av stjärnbilden Lejonet. Den har en skenbar magnitud av ca 6,45 och är mycket svagt synlig för blotta ögat där ljusföroreningar ej förekommer. Baserat på parallax enligt Gaia Data Release 2 på ca 7,3 mas, beräknas den befinna sig på ett avstånd på ca 449 ljusår (ca 138 parsek) från solen. Den rör sig närmare solen med en heliocentrisk radialhastighet på ca -5 km/s.

## Nomenklatur
HD 100655 fick på förslag av Taiwan namnet Formosa i NameExoWorlds-kampanjen som 2019 anordnades av International Astronomical Union. Formosa är den historiska benämning på Taiwan med latinska betydelsen ”vacker”. Planeten HD 100655 b kallas Sazum, efter orten Yuchi och det betyder vatten på Thao-folkets språk.

## Egenskaper
HD 100655 är en gul till vit jättestjärna av spektralklass G9 III. Den är en röd klumpstjärna, vilket anger att den ligger på den horisontella jättegrenen och genererar energi genom termonukleär fusion av helium i dess kärna. Den har en massa som är ca 2,2 solmassor, en radie som är ca 9 solradier och har ca 41 gånger solens utstrålning av energi från dess fotosfär vid en effektiv temperatur av ca 4 900 K.

## Planetsystem
Den planetariska följeslagaren, HD 100655 b, som tillkännagavs 2011, upptäcktes av ett koreanskt-japanskt planetsökningsprogram med metoden för mätning av radiell hastighet. Värdstjärnans rörelser visade kepleriansk variation, vilket tyder på närvaro av  en störande kropp i omloppsbana. Den bästa anpassningsmodellen anger en kropp med en minsta massa på 1,7 jupitermassor, en 158-dygns omloppsperiod i en bana med en halv storaxel på 0,76 astronomiska enheter (114 Gm) och en låg excentricitet på 0,085. Detta är en av de två minst massiva exoplaneterna som 2012 är kända runt jättar i röda klumpen.
| Planet | Massa     | Halv storaxel (AE) | Siderisk omloppstid (d) | Excentricitet | Inklination | Radie |
| ------ | --------- | ------------------ | ----------------------- | ------------- | ----------- | ----- |
| b      | ≥1,7 ± MJ | 0,76 ± 0,02        | 157,57 ± 0,65           | 0,085 ± 0,054 | -           | -     |